# Chinn-Pass
Der Chinn-Pass ist ein etwa 375 m hoch gelegener Gebirgspass auf Südgeorgien. Auf der Barff-Halbinsel liegt er westlich des Mills Peak zwischen den Desolata Lakes und dem Lurcock Lake.
Das UK Antarctic Place-Names Committee benannte ihn 2014 nach Eric Ricky James Chinn (1934–2012), Resident Magistrate des Vereinigten Königreichs auf Südgeorgien von 1969 bis 1970.